# Ewald Hollebeek

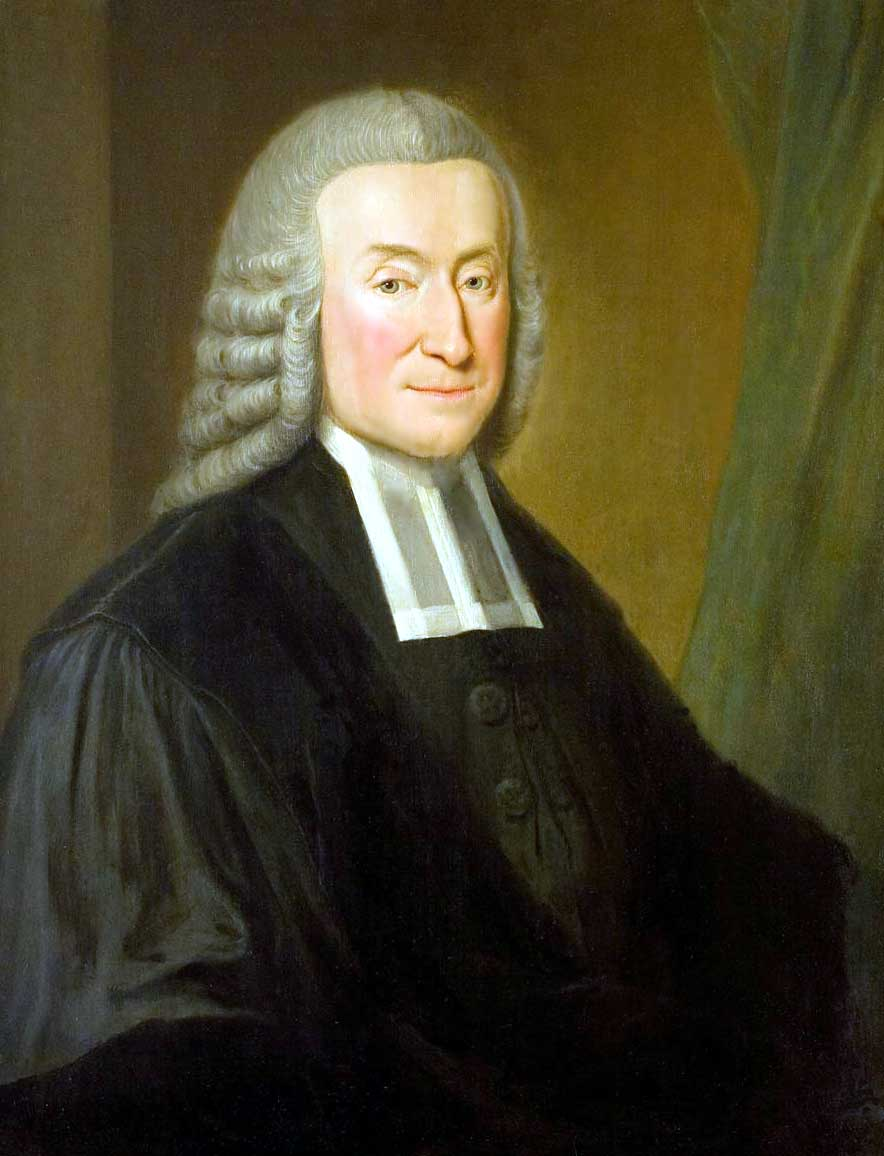
Ewald Hollebeek

Ewald Hollebeek auch: Ewaldus Hollebeek (* 24. September 1719 in Haamstede; † 24. Oktober 1796 in Leiden) war ein niederländischer reformierter Theologe.

## Leben
Der Sohn des Pfarrers Jeremias Hollebeek und dessen Frau Dina Reynvaan, stammte aus einem evangelisch reformierten niederländischen Pfarrergeschlecht. Ursprünglich sollte er Kaufmann werden, wozu er sich einige Zeit in Amsterdam aufhielt. Am 13. März 1737 immatrikulierte er sich an der Universität Leiden, wo er Schüler von Schüler von Tiberius Hemsterhuis, Pieter Burman der Ältere, Albert Schultens, Taco Hajo van den Honert und Johannes Alberti wurde. 1744 wurde er Pfarrer in dem niederländischen Dorf Oostkapelle, 1745 Pfarrer in Charlois bei Rotterdam und 1747 Pfarrer in Middelburg.
1752 erhielt er einen Ruf als Professor der Theologie an die Universität Groningen. Hierzu erhielt er vom Senat der Hochschule am 1. September 1752 die Doktorwürde der Theologie und trat dem ihm übertragenen Lehrstuhl am 8. September 1752 mit der Einführungsrede de damnis, quæ præjudicia in rem theologicam inferunt, deque optima iis occurrendi methodo an. Zudem wurde er am 17. September desselben Jahres in Groningen Universitätsprediger. Hier übernahm 1759/60 das Rektorat der Hochschule, welches er mit der Rede De corrupto hodierni christianismi Statu in Belgio niederlegte. Am 14. August 1762 wurde er von den Kuratoren der Leidener Hochschule zum Professor der Theologie berufen, welche Aufgabe er am 22. November 1762 mit der Rede de theologo non vere orthodoxo, nisi vere pio antrat.
Zudem beteiligte er sich auch an den organisatorischen Aufgaben der Leidener Hochschule und war 1764/65 sowie 1780/81 Rektor der Alma Mater. Bei der Niederlegung der Ämter hielt er die Reden de divinae revelationis in Belgio contemtu (1765) und de utilitate ex incredulorum contra sarras litteras conaminibus in religionem christianam redundante (1781). Hollebeck behandelte in seinen Vorlesungen die Dogmatik, Exegese und Homiletik. Besonderen Ruf hatte er sich zu seiner Zeit durch die Einführung einer synthetisch-thematischen Predigtweise erworben. Seine bedeutendsten Schüler waren Johannes Henricus van der Palm (1763–1840), Ewaldus Kist (1762–1822) und Cornelis Fransen van Eck (1764–1830).
Hollebeek war zwei Mal verheiratet. Seine erste Ehe schloss er am 6. August 1752 in Maarssen mit Hendrina Wolff (* 22. Mai 1712 in Leiden; begraben 23. Oktober 1756 in Groningen), der Witwe des Jan Kist, sowie Tochter des Gerardus Wolff und Aletta Geesteranus. Seine zweite Ehe ging er 1758 in Groningen mit Anna Maria Gerdes (* 2. Februar 1738 in Groningen; † 11. Juli 1801 in Leiden), Tochter des Groninger Professors der Theologie Daniel Gerdes (1698–1765) und dessen zweiter Frau Reinudina Mellema ein.

## Werke
- Doctissimo & clarissimo viro Francisco Oudendorpio, designato rectori gymnasii leidensis, felicitatem! Leiden 1739.
- In obitum clarissimi et doctissimi viri Abrahami Torrenii, gymnasii leidensis rectoris prudentissimi. Leiden 1739.
- Oratio inauguralis de damnis, quæ præjudicia in rem theologicam inferunt, deque optima iis occurrendi methodo. Groningen 1752, niederländische Übersetzung: Inwijdings-redenvoering over de onheilen, die de vooroordeelen aan de godgeleerdheid toebrengen : openbaar gehouden te Groningen in 't koor der Akademiekerk, 8 Sept. 1752. Groningen 1754.
- Oratio de corrupto hodierni christianismi stam in Belgio. Groningen 1760.
- Oratio inauguralis de theologo non vere orthodoxo, nisi vere pio, publice dicta,... ad d. XXII. novembris 1762. 1762 niederländisch übersetzt von H. Weijland: Inwydings-redenvoering van Ewaldus Hollebeek ten betooge, dat niemand een zuiver regtzinnig godsgeleerde kan zyn, ten zy hy ook waarlyk godvrugtig zy. Leiden 1763.
- Oratio de divinae revelationis in Belgio contemtu, atque caussis ejus praecipuis dicta in auditorio majori quum magistratu academico abiret. Leiden 1765 niederländisch übersetzt: Redenvoering over het in Nederland toenemend kleenachten der godlijke openbaaring, en over deszelfs voornaame oorzaaken, in de groote gehoorzaal van 's Lands Hoge School op den 8 van Sprokkelmaand 1765 bij gelegenheid van het nederleggen van het akademische opperbestier openlijk uitgesproken. Leiden 1765.
- Dissertatio theologica de optimo concionum genere, qua ea divinas literas e suggestu sacro exponendi methodus, quae vulgo anglicana dicitur, modeste defenditur, et simul a praecipuis quae viri docti in contrarium adducunt argumentis, placide vindicatur. Leiden 1770.
- Oratio de utilitate ex incredulorum contra sarras litteras conaminibus in religionem christianam redundante. Leiden 1780.